# دعوت (فیلم ۱۳۸۷)
دعوت فیلمی به کارگردانی ابراهیم حاتمی‌کیا محصول سال ۱۳۸۷ است. نویسندگی داستان فیلم را ابراهیم حاتمی‌کیا و چیستا یثربی بر عهده داشته‌اند. دعوت، فیلمی چند داستانی و پرستاره است.

## داستان فیلم
چند خانواده متفاوت با بحرانی مشابه روبه‌رو می‌شوند و هرکدام از آن‌ها بنا به نگاه خاص خود واکنش‌هایی از خود بروز می‌دهند.
فیلم پیرامون مسئله سقط جنین است و پیام فیلم این است که «جنینی که به این دنیا دعوت شده نباید سقط شود» حتی اگر مادر آینده یک زن شصت ساله، یک زن بی شوهر (صیغه‌ای)، یک زن بازیگر که کارش را بیش از فرزند دوست دارد، زنی آواره در شهر با یک شوهر چاه بازکن یا زنی بریده از شوهر باشد.
یک اپیزود فیلم دربارهٔ دو دانشجو با بازی پژمان بازغی پس از فیلمبرداری حذف شده‌است که برخی دلیل حذف آن را ممیزی می‌دانند اما حاتمی کیا دلیل اصلی‌اش را طولانی شدن زمان فیلم عنوان کرده‌است.

## اپیزود اول: قصهٔ شیدا
- مهناز افشار در نقش شیدا
- سیامک انصاری در نقش همسر شیدا
- محمدرضا شریفی‌نیا در نقش بازیگر
- آناهیتا نعمتی در نقش دکتر زنان
- هدا ناصح در نقش دستیار دکتر زنان

## اپیزود دوم: قصهٔ خورشید
- محمدرضا فروتن در نقش زینال
- ثریا قاسمی در نقش خورشید
- سحر جعفری جوزانی در نقش سودابه

## اپیزود سوم: قصهٔ سیده خانم
- گوهر خیراندیش در نقش سیده خانم
- رضا بابک در نقش شوهر سیده خانم
- سارا خوئینی‌ها در نقش دختر سیده خانم
- نگار فروزنده در نقش دختر سیده خانم
- رز رضوی در نقش دختر سیده خانم
- بهار کاتوزی در نقش دختر سیده خانم

## اپیزود چهارم: قصهٔ افسانه
- کتایون ریاحی در نقش افسانه
- مجید مشیری در نقش کاوه
- مژگان جودی در نقش طلا

## اپیزود پنجم: قصهٔ بهار
- مریلا زارعی در نقش بهار
- فرهاد قائمیان در نقش منصور
- مریم سرمدی در نقش همسر منصور
- پروین میکده در نقش مادربزرگ بهار
- ساقی عقیلی در نقش خاله بهار

## اپیزود ششم (حذف شده): قصهٔ ریحانه
- لیلا اوتادی
- پژمان بازغی
- نگین صدق‌گویا
- امید روحانی
- مهتاب کرامتی

## نقدها
جامعه‌شناسان و منتقدان نگاه حاتمی‌کیا را به سقط جنین در بارداری ناخواسته نقد کرده و می‌گویند سرنوشتی که کودکان فیلم حاتمی‌کیا دارند فقر و ترک تحصیل خواهد بود و نتیجه آن کودکان کاری هستند که به ناچار شغل پدرشان، تخلیه چاه را دنبال می‌کنند؛ و می‌پرسند «آیا در چنین شرایطی که کودکان مورد خشونتند و فقر و ناآگاهی بر خشونت علیه آنان دامن می‌زند باز هم باید این کودکان به دنیا بیایند؟»
به عقیده منتقدان حاتمی‌کیا خواستهٔ زن و آمادگی‌اش برای مادری را با دیدگاهی مردسالارانه و همسو با دیدگاه حکومت علیه کنترل جمعیت نادیده گرفته‌است.
همچنین شخصیت‌های زن در فیلم دعوت ضعیف هستند و با نگاهی مردسالارانه طراحی شده‌اند. این مشکل در نمایشنامهٔ چیستا یثربی که از فیلمنامه‌نویسان دعوت است وجود دارد. حتی زنان تحصیل کرده، هنرمند، و دکتر در فیلم هم این ضعف و نگاه را دارند.
منتقدان پاسخی که فیلمساز به پرسش اساسی سقط جنین می‌دهد را «عاری از واقعیت» می‌دانند. همچنین نام فیلم و محتوایش تناقضی بزرگ دارد. منظور از نام فیلم، «دعوت شدن جنین به دنیا» است اما فیلم، در بیشتر اپیزودهایش اصل این دعوت را زیر سؤال می‌برد و با نشان دادن ناخوانده بودن میهمان، نقیض پیامی را که درصدد انتقالش است ثابت می‌کند.
از سوی دیگر، علاوه بر شخصیت پردازی ضعیف زنان و حتی مردان مکمل، ساختار اپیزودیک فیلم مشکل دارد. داستان‌های اپیزودها هم‌وزن نیستند و همچنین اپیزودها یک کل واحد را تشکیل نمی‌دهند. بازی مریلا زارعی، فرهاد قائمیان و گوهر خیراندیش خوب ارزیابی شده اما نقدهای زیادی بر بازی ضعیف محمدرضا فروتن وارد شده‌است.